# Charles Casali
Charles Casali (Berna, 27 aprile 1923 – Berna, 8 gennaio 2014) è stato un calciatore svizzero, di ruolo difensore.

## Palmarès

### Club

#### Competizioni nazionali
- Lega Nazionale B: 1

San Gallo: 1948-1949
- Campionato svizzero: 1

Young Boys: 1956-1957
- Coppa Svizzera: 1

Young Boys: 1952-1953